# جوزيف إل. ماير
جوزيف إل. ماير (بالإنجليزية: Joseph L. Mayer)‏ هو كيميائي أمريكي، ولد في 1875، وتوفي في 1 ديسمبر 1933.